# NHL (seria gier komputerowych)
NHL – seria komputerowych gier sportowych wyprodukowanych przez kanadyjski oddział amerykańskiego Electronic Arts – EA Sports. Pierwsza część została wydana w 1991 roku.

## Gry z serii NHL
| Tytuł           | Rok  | Platformy                                                                        |
| --------------- | ---- | -------------------------------------------------------------------------------- |
| NHL Hockey      | 1991 | Mega Drive/Genesis                                                               |
| NHLPA Hockey 93 | 1992 | Mega Drive/Genesis, Super Nintendo                                               |
| NHL ’94         | 1993 | Mega Drive/Genesis, Sega Mega CD, Super Nintendo, DOS (jako "NHL Hockey")        |
| NHL 95          | 1994 | DOS, Mega Drive/Genesis, Super Nintendo, Game Boy, Game Gear (jako "NHL Hockey") |
| NHL 96          | 1995 | Mega Drive/Genesis, Super Nintendo, Game Boy, Windows                            |
| NHL 97          | 1996 | Mega Drive/Genesis, PlayStation, Saturn, Super Nintendo, Windows                 |
| NHL 98          | 1997 | Mega Drive/Genesis, PlayStation, Saturn, Super Nintendo, Windows                 |
| NHL 99          | 1998 | Nintendo 64, PlayStation, Windows                                                |
| NHL 2000        | 1999 | Game Boy Color, PlayStation, Windows                                             |
| NHL 2001        | 2000 | PlayStation 2, PlayStation, Windows                                              |
| NHL 2002        | 2001 | Game Boy Advance, PlayStation 2, Xbox, Windows                                   |
| NHL 2003        | 2002 | GameCube, PlayStation 2, Xbox, Windows                                           |
| NHL 2004        | 2003 | GameCube, PlayStation 2, Xbox, Windows                                           |
| NHL 2005        | 2004 | GameCube, PlayStation 2, Xbox, Windows                                           |
| NHL 06          | 2005 | GameCube, PlayStation 2, Xbox, Windows                                           |
| NHL 07          | 2006 | Xbox 360, PlayStation 2, PlayStation Portable, Xbox, Windows                     |
| NHL 08          | 2007 | PlayStation 3, Xbox 360, PlayStation 2, Windows                                  |
| NHL 09          | 2008 | PlayStation 3, Xbox 360, PlayStation 2, Windows                                  |

### Dodatki
| Tytuł           | Rok  | Platformy          |
| --------------- | ---- | ------------------ |
| Elitserien 95   | 1994 | Mega Drive/Genesis |
| Elitserien 96   | 1995 | Mega Drive/Genesis |
| Elitserien 2001 | 2001 | Windows            |